# Armous-et-Cau
Armous-et-Cau este o comună în departamentul Gers din sudul Franței. În 2009 avea o populație de 95 de locuitori.

## Evoluția populației
| An        | 1975 | 1982 | 1990 | 1999 | 2006 | 2009 |
| --------- | ---- | ---- | ---- | ---- | ---- | ---- |
| Populație | 104  | 81   | 82   | 90   | 96   | 95   |